# بیسبال در المپیک تابستانی ۱۹۱۲

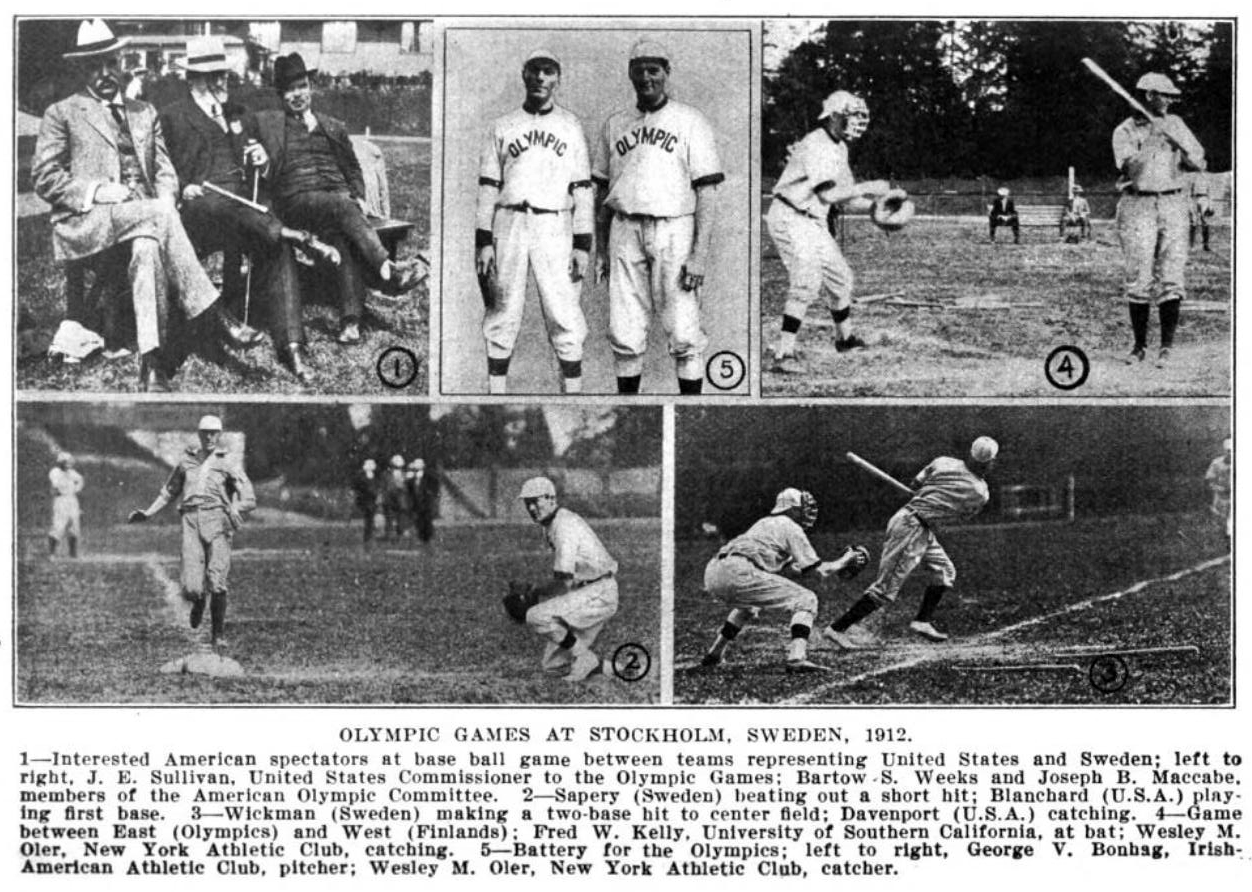
نمایی از سری مسابقات بیسبال در بازی‌های المپیک تابستانی ۱۹۱۲

بیسبال در بازی‌های المپیک تابستانی ۱۹۱۲ نام رویداد ورزش بیسبال در بازی‌های المپیک تابستانی بود که در سال ۱۹۱۲ برگزار شد.